# Disibodo de Renania
San Disibodo (619–700) fue un monje, eremita y santo irlandés, mencionado por primera vez en el martirologio de Rabano Mauro (siglo IX). Hildegarda de Bingen, hacia el 1170, compuso una Vita de San Disibodo.
Según la vida de Hildegarda, que es históricamente cuestionable, Disibodo llegó al imperio franco en 640 como misionero, acompañado por sus discípulos Giswald, Clemens y Sallust. Tuvieron una actividad frecuente en los Vosgos y las Árdenas hasta que, guiado por un sueño, Disibodo construyó una celda en las confluencias de los ríos Nahe y Glan (afluentes del Rin), localización de lo que después fue el monasterio de Disibodenberg.